# Boti García Rodrigo
María Dolores García Rodrigo (Madrid, 30 de maio de 1945), mais conhecida como Boti García Rodrigo, é uma professora catedrática espanhola e ativista LGBT que atuou como a primeira Diretora Geral de Diversidade Sexual e Direitos LGBTI do Ministério da Igualdade de 2020 a 2023. Como ex-presidente da Federación Estatal de Lésbicas, Gays, Transexuales y Bissexuais (FELGTB), ela supervisionou a Colectivo de Lesbianas, Gays, Transexuales y Bisexuales de Madrid (COGAM). Além disso, atuou como representante do coletivo nas listas eleitorais da Izquierda Unida. A Câmara Municipal de Madrid concedeu-lhe a Medalha de Madrid em reconhecimento à sua defesa dos direitos em 2018.

## Primeiros anos e educação
Nascida na casa de sua família em 30 de maio de 1945, em Madrid, Boti é descendente de canários e valencianos. Formou-se em filosofia e letras pela Universidade Complutense de Madrid em dezembro de 1969. Trabalhou como professora catedrática por mais de dez anos antes de ser designada funcionária do Ministério da Justiça e passar mais de vinte anos no Registro Civil de Madri.

## Ativismo LGBT
Boti começou a atuar como ativista da LGBT após encerrar suas atividades no âmbito acadêmico. Ela se juntou à COGAM em meados da década de 1990, chegando ao cargo de vice-presidente antes de se tornar presidente. Começou a trabalhar para o executivo da FELGTB em 2000 como diretora de relações institucionais. Sucedeu Antonio Poveda como presidente da organização de março de 2012 a 2015. Atualmente, ela é membro do comitê consultivo.
A pedido de Gaspar Llamazares, Boti concorreu com a Izquierda Unida (IU) em 2004 para o Congresso dos Deputados, representando Madrid com o número 6. Em protesto contra a "intolerância" da Igreja Católica e o apoio do Partido Popular (PP), ela se juntou ao beijo organizado pela FELGTB em frente à Catedral da Almudena no mesmo ano em nome da IU. Aproximadamente 300 gays participaram do beijo. Em 2008, ela concorreu novamente com a IU, desta vez ficando em sétimo lugar na lista, e em 2011, ela fez o mesmo com a Equo, ficando em sexto lugar. Ela foi a primeira presidente lésbica de uma organização LGBT a ocupar esse cargo na Espanha.
Por despacho real 219/2020, Boti foi nomeada em 31 de janeiro de 2020, como Diretora Geral da Diversidade Sexual e Direitos LGTBI do Ministério da Igualdade. Ela reconhece que, embora as lésbicas fossem obrigadas a permanecer invisíveis durante a era Franco, elas tiveram a sorte de serem poupadas da homofobia do patriarcado e do catolicismo nacional, enquanto os indivíduos transgêneros foram os que mais sofreram. Ela encerrou seu mandato como diretora geral em 8 de dezembro de 2023.

## Vida pessoal
Em dezembro de 2005, após um relacionamento de uma década com a ativista Beatriz Gimeno, eles se casaram sob a direção de Inés Sabanés, com a presença do vereador Pedro Zerolo do Partido Socialista Operário Espanhol (PSOE) e Luis Asúa do PP. 110 pessoas compareceram ao evento, incluindo Llamazares, o coordenador geral da IU, Leire Pajín, o secretário de Estado para a cooperação internacional, Iñigo Lamarca, o ararteko do País Basco, Almudena Grandes, a escritora, e Luis García Montero, o poeta. No momento, ela está divorciada.

## Prêmios e indicações
Boti foi uma das sete vencedoras do Prêmio Adriano Antinoo II Edição, entregue em 7 de abril de 2013 pelo grupo LGBT sevilhano e pela Fundação Cajasol em reconhecimento à sua luta pela liberdade humana e igualdade. Em 2019, ela recebeu o Prêmio Estadual de Voluntariado Social em sua forma particular.
 Grau de Ouro da Medalha de Madrid (maio de 2018)